# ジェームズ・フィッツロイ
ジェームズ・フィッツロイは、ブロガー、エッセイスト。

## 人物
2006年にブログ「ガメ・オベールの日本語練習帳」を開始。日本の文化を綴り話題となる。2020年10月にブログ閉鎖。ファンが「#日本語練習帳の書籍化を希望します」のハッシュタグを作成。2021年2月に初の著書『ガメ・オベールの日本語練習帳』を青土社から刊行。